# Sirup (farmacevtska oblika)
Sírup je viskozna farmacevtska oblika tekočine, ki vsebuje najmanj 45 % saharoze ali drugega sladila. Običajno vsebuje izboljševalce vonja in okusa (korigense).
Sirup bolnikom olajša jemanje zdravila ali pa deluje neposredno na lokalne poškodbe. Uporablja se:
- pri otrocih: viskoznost sirupa omogoči lažje požiranje tablet, sladkost in dodane arome pa prekrijejo neprijeten okus ali vonj zdravila, zaradi katerih ga otroci odklanjajo;
- pri starejših ljudeh, ki imajo fizične težave pri požiranju ali senilni odpor proti tabletam, so sirupi pomoč pri asistiranem hranjenju in pri jemanju zdravil;
- kadar sirup z dodanim zdravilom deluje lokalno v žrelu in prebavilih. Npr. sirup za pomirjanje kašlja z izvlečki drog zaradi svoje viskoznosti prekrije razdraženo sluznico, jo s tem pomirja ter blaži suh, dražeč kašelj, medtem ko dodano zdravilo s sluzmi drog odpravlja poškodbo, ki je vzrok kašlja.